# Roscommon
Roscommon (irisch Ros Comáin) ist eine Stadt im westlichen zentralen Binnenland der Republik Irland und der Verwaltungssitz des gleichnamigen Countys.

## Geschichte
Der Name Roscommons leitet sich von dem Heiligen Comán her, der an der Stelle des heutigen Ortes im 5. Jahrhundert ein Kloster errichtete. Die Wälder um das Kloster wurden als Cománs Wald oder auf Irisch als Ros Comáin bekannt. Das wurde später zu Roscommon anglisiert.
Im Jahr 1253 wurde hier von Felim O’Connor, einem König in Connacht, ein Kloster der Dominikaner gegründet. Die Burg in Roscommon, erbaut 1269, ist die Ruine einer anglonormannischen Wehranlage.

## Gegenwart
Heute hat Roscommon, abseits der größeren Verkehrsströme gelegen, am ehesten die Bedeutung einer Marktstadt für die ländliche Umgebung. Die Einwohnerzahl Roscommons wurde beim Census 2022 mit 6555 Personen ermittelt. Das ist seit 1991 nahezu eine Verdoppelung (damals waren es 3427 Einwohner.) Mit dem Dr. Hyde Park hat die Stadt allerdings seit 1969 einen Veranstaltungsort mit überregionaler Bedeutung aufzuweisen; das Stadion der Gaelic Athletic Association. Es fasste ursprünglich 30.000 Besucher, jedoch wurde die Kapazität 2011 auf 18.500 reduziert. Das Stadion ist auch die Heimstatt der örtlichen Gaelic-Football- und Hurling-Teams. Südöstlich von Roscommon liegt mit dem Lough Ree einer der drei großen Seen im Verlauf des Shannon.
Die nächstgelegenen größeren Städte sind Longford in nordöstlicher und Athlone in südöstlicher Richtung; von Dublin im Osten ist Roscommon 145 km entfernt, von Galway in südwestlicher Richtung 75 km, zu erreichen über die N63. Bus Éireann verbindet Roscommon mehrmals täglich mit dem Busáras in Dublin wie mit den anderen großen irischen Städten. An den Schienenverkehr in Irland ist Roscommon – im Gegensatz zu vielen anderen irischen Städten seiner Größe – weiterhin angeschlossen; der Bahnhof wurde im Jahr 1860 eröffnet.
Seitdem die Mehrheit der Bürger gegen die Einführung der gleichgeschlechtlichen Ehe stimmte, galt Roscommon als der konservativste Ort Irlands. Bei dem Referendum über die Liberalisierung des Abtreibungsverbots stimmte die Mehrheit der Bürger allerdings mit Ja.

## Städtepartnerschaften
- Tucson (Arizona), Vereinigte Staaten

## Söhne und Töchter (Auswahl)
- Michael Finneran (* 1947), irischer Politiker
- Elizabeth Dunne (* 1956), Richterin am Supreme Court
- Luke Flanagan (* 1972), irischer Politiker